# Saipem 7000
Saipem 7000 jest drugim po Thialfie największym dźwigiem pływającym (udźwig 2 × 7000 ton, Thialf: 2 × 7100 ton). Łącznie Saipem 7000 może podnieść ciężar o łącznej masie 14000t na wysokość 42 metrów,  Thialf może podnieść 14200t ale na wysokość 31,2 metrów. Właścicielem jest petrochemiczna firma Saipem.
Pierwotnie nazywał się Microperi 7000, gdy we wczesnych latach 80. XX wieku jego właścicielem była firma Micoperi, która zakontraktowała jego budowę jako jednostkę do instalacji platform wiertniczych. Budowa tego dźwigu umożliwiła instalację  platform wydobywczych bezpośrednio na morzu z wcześniej przywiezionych do tego celu części ważących po kilka tysięcy ton. Wielkość tej jednostki umożliwia prowadzenie prac nawet przy gorszej pogodzie, co nie byłoby możliwe przy zastosowaniu mniejszych jednostek. 

## Opis techniczny

### Dźwig
Saipem 7000 posiada dwa w pełni obrotowe dźwigi o długości ramienia 140 m oraz zamontowane na nich 4 różne haki. Każdy dźwig jest zdolny podnieść ciężar 7000 ton na wysokość 42 m używając haka głównego. Pomocnicze haki są w stanie podnieść:
- hak pomocniczy I: 2500 ton na wysokość 75 m.
- hak pomocniczy II: 900 ton na wysokość 115 m.
- hak pomocniczy III: 120 ton na wysokość 140 m.

Ponadto drugi hak pomocniczy może umieszczać podnoszone obiekty do głębokości 450 m pod powierzchnią wody. Każdy żuraw ma silnik napędowy o mocy 15600 KM (11630 kW) do podnoszenia bądź opuszczania ładunku za pomocą 9 lin głównych, które wykonane są ze splecionych ze sobą mniejszych linek stalowych. Żurawie używają prawie 77 km lin stalowych o różnych średnicach.

### System balastowy
Wyposażony jest w dwa systemy balastowania. Pierwszym z nich jest system konwencjonalnego pompowania wody do zbiorników balastowych, którego wydajność to 24000 ton wody na godzinę używając do tego celu czterech pomp. Drugi system balastowania, jakiego używa Saipem 7000, to system wolnego zalewania (grawitacyjny). Podczas wolnego zalewania do zbiorników balastowych woda dostaje się za pomocą specjalnych zaworów o średnicy 2 m bezpośrednio z morza, co znacznie przyspiesza balastowanie jednostki. Jednak takiego systemu można używać wyłącznie podczas gdy dźwigi nie wykonują żadnych czynności.

### System zasilania
Główna moc jednostki jest dostarczona przez osiem 12-cylindrowych silników Diesla o mocy 6260 kW każdy, wyprodukowanych przez Grand Motori Trieste byłe przedsiębiorstwo Fincantieri - Cantieri Navali Italiani. Później firma Grandi Motori został nabyta przez fińską firmę Wärtsilä. Łącznie zespół dostarcza 47000 kW energii elektrycznej o napięciu 10000 V i częstotliwości 60 Hz do napędu i manewrowania dźwigami. W razie awarii moc potrzebna do obsługi jest dostarczana przez dwa 6-cylindrowe pomocnicze silniki Diesla, każdy o mocy 3130 kW. Całkowita moc, która może zostać dostarczona, to 57000 kW.

### System kotwiczenia
Na pokładzie znajduje się 16 lin kotwicznych po 4 w każdym narożniku. Każda lina złożona jest z 3350 m lin stalowych o średnicy 96 mm, pięćdziesięciometrowego łańcucha o oczku 92 mm i z umieszczonej na końcu czterdziestotonowej kotwicy. System kotwiczenia może zostać użyty na wodach o głębokości do 450 m.

### Pędniki sterujące
Saipem 7000 jest wyposażony w 10 pędników – po 5 na każdym z kadłubów. I tak:
- Jeden pędnik o mocy 2500 kW jako ster strumieniowy znajdujący się na dziobie.
- Dwa pędniki o mocach 3500 kW jako pędniki azymutalne.
- Dwa pędniki o mocach 4500 kW jako pędniki azymutalne znajdujące się na rufie, używane podczas przemieszczania się jednostki.

### System dynamicznego pozycjonowania
Jednostka zostało zaopatrzone w system dynamicznego pozycjonowania kontrolowany przez komputery, który za pomocą pędników i siły naciągu lin trzyma całą jednostkę w pierwotnie zdefiniowanym położeniu, niezależnie od zmieniających się warunków na wodzie takie jak prądy morskie, podmuchy wiatru.

### Wyposażenie platformy
Sprzęt do instalacji platform:
- 2 młoty hydrauliczne Menck MHU 3000 – największe na świecie,
- 2 młoty hydrauliczne Menck MHU 1000,
- różnorodne młoty parowe wraz z kotłami,
- czternastoosobowy system intensywnego nurkowania mogący być przemieszczony do jednego z trzech otworów w dnie, znajdujących się w pomieszczeniach o ciśnieniu powietrza równym ciśnieniu wody pod otworem pozwalających na opuszczenie statku

### Zakwaterowanie
Na pokładzie znajduje się 30 kajut trzyosobowych, 335 dwuosobowych, 35 jednoosobowych oraz 5 apartamentów. Znajduje się także duża kuchnia pokładowa i mesa, szpital, kino i bar.

### Budowa
Jednostka została zaprojektowane przez Engineering Gusto w 1984 roku. Budowa odbywała się między 1985 a 1987 r. przez Fincantieri - Cantieri Navali Italiani w stoczni Monfalcone w Trieście w północnych Włoszech. Budowano ją w dwóch oddzielnych suchych dokach. Po wybudowaniu dwóch kadłubów, doki zalano a następnie zmontowano części w jedną całość. Podczas operacji montażu kadłuby były podpierane przez specjalne pontony. Pełne połączenie kadłubów nastąpiło na początku 1987 r. Następnie zamontowano dwa żurawie dostarczone przez Officine Mecaniche Reggiane na zlecenie American Hoist & Derrick Company jednego z podwykonawców, w kwietniu tego roku. Próby na morzu trwały dwa miesiące, aż do września. 15 grudnia 1987 roku jednostka została przekazana firmie Micoperi.
Koszt jednostki nie został ujawniony, ale szacunki ukazujące się w prasie technicznej oceniają go na przeszło 400 milionów dolarów amerykańskich.

### Eksploatacja
Saipem 7000 po raz pierwszy został wynajęty dla Petrobras Brazilian państwowego przedsiębiorstwa naftowego Brazylii. Projekt składał się z instalacji siedmiu platform w Campos Basin – pól naftowych nieopodal Rio de Janeiro. Następnym zleceniem były prace wykonywane w Zatoce Meksykańskiej, gdzie stawiał platformy dla firmy Conoco. W 1989 ówczesny Micoperi 7000 przybył na Morze Północne po raz pierwszy, gdzie podobnie montował platformy wiertnicze w norweskiej części morza. Była to platforma Gyda dla koncernu BP, Togi Template dla firmy Norsk Hydro i platforma Veslefrikk dla Statoil.
Mimo iż jednostka ciągle była zajęta pracami, Micoperi zmagał się z problemami finansowymi związanymi z niską cena ropy naftowej w późnych latach osiemdziesiątych. W 1991 Micoperi został zmuszony sprzedać część majątku (w tym Micoperi 7000) innej włoskiej firmie – Saipem. Saipem przejął jednostkę bez wstrzymywania jej pracy, z zachowaniem załogi oraz wsparciem inżynieryjnym. Micoperi 7000 został przemianowany na Saipem 7000.
Jednostka kontynuowała pracę, stawiając kolejne platformy do wydobywania gazu i ropy z dna Morza Północnego, Zatoki Meksykańskiej, wschodnich wybrzeży Kanady i zachodnich Afryki. Uczestniczył także w demontażu platformy Esso Odin, która miała zostać wyłączona z użytku.
Podczas zimy 1999-2000 jednostkę poddano remontowi aby poprawić wydajność podnoszenia dźwigów oraz w celu polepszenia umiejętności utrzymywania stałego położenia w wyznaczonym miejscu. Remontowi poddano także system zasilania, który miał dostarczać 70000 kW przez 12 silników Diesla. Dodano dwa pędniki azymutalne, po jednym z każdej przedniej części kadłuba. Kadłub, pokład i urządzenia znajdujące się na nim, zostały zmodyfikowane tak, aby po remoncie na pokładzie można zgromadzić 10000 ton rur lub innych części potrzebnych podczas montażu platform. Aby zwiększyć przestrzeń na pokładzie, usunięto z niego dwa kołowroty od kotwicy na dziobie oraz kotły parowe, dostarczające pary do młotów. Obecnie Saipem 7000 kontynuuje prace związane z podnoszeniem ciężkich obiektów, głównie na wodach Zatoki Meksykańskiej i Morza Północnego, podczas budowy, demontażu lub dodawaniu nowych modułów platform.

### Rekordy
- Do jednostki Saipem 7000 należy rekord w podnoszeniu ciężaru. Dokonał tego dla platformy Sabratha na Morzu Śródziemnym podnosząc 12150 ton.
- Saipem 7000 położył 24 calowy rurociąg dla Błękitnego Potoku, gazociągu między Rosją a Turcją. Dokonał tego na rekordowej głębokości 2150 metrów na dnie Morza Czarnego. Ten rekord został odebrany w końcu 2005 r. przez jednostkę Balder, który położyła rurociąg na głębokości 2200 metrów.